# Саелісес-де-Майорга
Саелісес-де-Майорга (ісп. Saelices de Mayorga) — муніципалітет в Іспанії, у складі автономної спільноти Кастилія-і-Леон, у провінції Вальядолід. Населення — 141 особа (2010).
Муніципалітет розташований на відстані близько 240 км на північний захід від Мадрида, 75 км на північний захід від Вальядоліда.

## Демографія
Динаміка населення (INE ):